# Pocock-Hochlandratte
Die Pocock-Hochlandratte (Rattus pococki) ist ein im zentralen Neuguinea endemisches Nagetier in der Gattung der Ratten. Die Art ist eng mit der Papua-Neuguinea-Ratte (Rattus niobe) verwandt und die Entwicklungsgeschichte beider Ratten sollte genauer untersucht werden. Das Tier ist nach dem britischen Zoologen Reginald Innes Pocock benannt.

## Merkmale
Für das zur Erstbeschreibung genutzte Exemplar wurde eine Kopf-Rumpf-Länge von 127 mm, eine Schwanzlänge von 126 mm, Hinterfüße von 25 mm Länge und 17 mm lange Ohren ermittelt. Damit ist die Art eine der kleineren Ratten, jedoch etwas größer als die Papua-Neuguinea-Ratte. Das weiche Fell hat oberseits Haare, die graubraun an den Wurzeln und rotbraun an den kurzen Spitzen sind. Es ist damit dunkler als bei Rattus niobe und bei der Westlichen Neuguinea-Bergratte (Rattus arrogans). Aufgrund cremefarbener Spitzen mit rötlichen Tönen ist das Fell der Unterseite nur leicht heller. Typisch für den Kopf sind braune Ohren und lange Vibrissen. Auf Vorder- und Hinterpfoten kommen braune bis silbergraue Haare vor und der dunkle Schwanz trägt kurze Haare. Von den paarig angeordneten Zitzen der Weibchen liegen zwei auf der Brust und vier im Leistenbereich.

## Verbreitung und Lebensweise
Diese Ratte lebt vorwiegend im zentralen Gebirge des indonesischen Teils von Neuguinea und erreicht angrenzende Regionen von Papua-Neuguinea. Sie hält sich zwischen 1500 und 2500 Meter Höhe auf. Als Habitat dienen tropische Bergwälder.
Zum Verhalten der Art liegen keine Angaben vor.

## Gefährdung
Es sind keine Bedrohungen bekannt. Die IUCN schätzt die Gesamtpopulation als groß ein und listet die Pocock-Hochlandratte als nicht gefährdet (least concern).